# M-1978 Koksan
M-1978 Koksan – samobieżne działo polowe, zaprojektowane i wyprodukowane przez Koreę Północną. 

## Charakterystyka
Ze względu na niepublikowanie przez rząd KRLD jakichkolwiek informacji na temat produkowanego sprzętu wojskowego, o broni tej wiadomo bardzo niewiele. Zebrane informacje są fragmentaryczne i niepewne. Ustalono, że działo ma kaliber 170 mm, jest samobieżne i ma otwartą wieżyczkę, bez nadbudowy.
Nazwa Koksan pochodzi od miejscowości, w której po raz pierwszy dostrzeżono nowy typ działa w 1978. Jednak po raz pierwszy publicznie armia Korei Północnej pokazała Koksan na paradzie wojskowej dopiero w 1985 roku.
Przypuszcza się, że system artyleryjski M-1978 Koksan  bazuje na chińskim czołgu Typ 59, czyli wersji licencyjnej radzieckiego czołgu T-54. Podczas prowadzenia ognia kadłub podparty jest z tyłu dwoma lemieszami. Nowsza jej wersja to działo M-1989 Koksan, mogące przenosić 12 sztuk amunicji. Oba rodzaje dział wchodzą w skład pułków artylerii liczących po 36 sztuk dział. Jednostki te są rozmieszczone głównie wzdłuż strefy zdemilitaryzowanej przy granicy obu Korei.

## Użycie bojowe

### Wojna iracko-irańska
Była pierwszym otwartym konfliktem zbrojnym, w którym użyto działa M-1978. Pod koniec wojny broń ułatwiła Irańczykom niszczenie irackich, solidnie bronionych pozycji. Z drugiej strony wiadomo, że Irak odbił Iranowi kilka sztuk haubicy Koksan w latach 1987-1988.

### Wojna rosyjsko-ukraińska
W listopadzie 2024 roku, działo w wersji M-1989 Koksan zostało zauważone podczas transportu z Korei Północnej w stronę frontu. W lutym 2025 zostało potwierdzone zniszczenie pierwszego działa przez siły ukraińskie.